# マイケル付加
マイケル付加反応（英: Michael addition）は、α,β-不飽和カルボニル化合物に対してカルバニオンまたはその他の求核剤 を1,4-付加させる反応である。共役付加反応に属する。アメリカの化学者、アーサー・マイケル（Arthur Michael）によって報告された。現在では、カルボニル以外の電子求引性基が置換した電子不足不飽和結合をアクセプターに、アルキルリチウムやグリニャール試薬、アルコキシドをドナーとした反応にも拡張されている。

## 概要
エチレンのような通常のアルケンは一般的には求核剤との反応は起こらないが、アクリル酸メチルのように、電子求引性基によって(求核攻撃に対して)活性化されたアルケンは、グリニャール試薬やエノラートのような求核剤と反応することが可能である。同様に、電子求引性基であるニトロ基やシアノ基の結合したビニル化合物についても同様の反応が起こる。
一般のカルボニル化合物と求核剤との反応では、求核剤がカルボニル炭素に対して求核攻撃するが、
マイケル付加反応においては、求核剤の付加はカルボニルとの共鳴によりδ+となったβ位の炭素に対して起こり、求核剤上にあった負電荷は酸素へと移る。これは、α,β-不飽和カルボニル化合物のような共役した化合物のLUMOはビニル基上にあり、求核剤のHOMOとの相互作用が最も強いビニル基で反応が起こるためである。
また、α,β-不飽和カルボニル化合物に対して1,2-付加を起こすためにはハードな求核剤(HSAB則参照)を用いればよい。有機銅試薬(ギルマン試薬，R2CuLi)が主に1,4-付加体を生成するのに対し、アルキルリチウムやグリニャール試薬が1,2-付加するのはこのためであり、酸性条件下でも反応することがわかってきている。

## 反応機構
まず、物質1が塩基によって脱プロトン化され求核的なカルバニオン2が形成する。このカルバニオンは電子求引基（ケト基）によって安定化され、2Aから2Cまでの共鳴構造をとり、このうち2Bと2Cはエノラートである。これと求電子的なアルケン3が求核共役付加反応を起こし、エノラート4を形成する。最終的にエノラート4がプロトン化塩基からプロトンを受け取り生成物5を得る。